# 1. EV Weiden
Le 1. EV Weiden est un club professionnel allemand de hockey sur glace basé à Weiden. Il évolue en Oberliga, le troisième échelon allemand.

## Historique
Le club est créé en 1985.

### Palmarès
- Vainqueur de l'Oberliga: 2003.